# Per-Ingvar Brånemark
Per-Ingvar Brånemark, född 3 maj 1929 i Karlshamn, död 20 december 2014 i Göteborg, var en svensk anatom, känd för utvecklingen av osseointegration, som är en metod för att permanent förankra implantat i skelettet.

## Biografi
Med hjälp av vitalmikroskopi bedrev Per-Ingvar Brånemark basforskning om blodceller på 1950-talet i Lund. Han upptäckte då, främst av en slump, att benvävnad kunde osseointegrera titan. Han blev prosektor i anatomi vid Göteborgs universitet 1963, från 1969 biträdande professor och från 1979 professor. År 1992 fick Brånemark Söderbergska priset. 
År 1965 började Brånemark, då verksam i Göteborg, att operera in titanförankringar i patienter. Förankringen användes 1967 som stöd för en helbro i underkäken. När den första patienten dog 2006, hade implantaten fungerat i mer än 40 år.
År 1995 promoverades Brånemark till hedersdoktor vid Chalmers tekniska högskola. Han tilldelades 1997 KTHs stora pris för sitt arbete inom protesområdet och upptäckten att titan är kroppsvänlig. 
Västsvenska industri- och handelskammare tilldelade 2009 Brånemark en utmärkelse för den framgångsrika kommersialiseringen av upptäckten att titan kan integreras med benvävnad genom osseointegration. 
Mellan 2004 och 2008 var Brånemark och hans fru Barbro verksamma i Brasilien, men återvände därefter till Mölndal.
I maj 2010 invigdes i foajén till Academicum på Medicinarberget i Göteborg en permanent utställning om Per-Ingvar Brånemark och hans verk. I en angränsande lokal finns sedan tidigare Britt-Marie Jerns Brånemarkstaty från 2002.
År 2011 fick Brånemark det sedan 2006 av Europeiska patentverkets utdelade priset European Inventor Award i klassen Lifetime achievement. I presentationen beskrivs Brånemark som "en banbrytande utvecklare av osseointegration, en numera vanligt förekommande medicinsk metod som går ut på att skapa en stabil övergång mellan titanimplantat och ben."
Per-Ingvar Brånemark är far till Rickard Brånemark, som har fortsatt att vidareutveckla tekniken osseointegration med titanskruvar för att fästa arm- och benproteser.